# Beatus de Morgan
Le Beatus de Morgan dit aussi de Saint-Michel d'Escalada est un manuscrit enluminé contenant notamment un commentaire de l'Apocalypse de Beatus de Liébana, commandé sans doute pour l'abbaye Saint-Michel d'Escalada, dans l'actuelle Province de León, vers 940-945. Il est actuellement conservé à la Pierpont Morgan Library sous la cote M.644. 

## Historique
D'après le colophon du manuscrit, il a été composé par un moine du nom de Magius ou Maius. Celui-ci a travaillé au sein du scriptorium du Monastère de San Salvador de Tábara (es) où il meurt et est enterré en 968. Cependant, la mention d'une dédicace à saint Michel fait penser qu'il a été commandé sans doute par l'abbé Victor de l'abbaye Saint-Michel d'Escalada, située à proximité de León dans le nord de l'Espagne. Le colophon contient aussi une date codée qui a été déchiffrée en 922 ou 926. Cependant, d'après le style des miniatures, le manuscrit date sans doute plutôt du milieu du Xe siècle. Il s'agit ainsi du plus ancien manuscrit enluminé des 20 ouvrages conservés contenant le commentaire de l'Apocalypse de Beatus de Liébana.
Le manuscrit est acheté par la Pierpont Morgan Library en 1919 lors d'une vente aux enchères chez Sotheby's. 

## Description
Le manuscrit contient le commentaire de l'apocalypse de Beatus de Liébana (jusqu'au folio 233), mais aussi un texte d'Isidore de Séville (De adfinitatibus et gradibus, f.234-237), puis, comme souvent dans les manuscrits du Beatus, le commentaire de saint Jérôme sur le prophète Daniel (f.238v-292v) et enfin un commentaire anonyme du texte de Beatus (f.294-299). On recense 68 miniatures en pleine page, 48 de petite tailles, ainsi que des diagrammes et des lettrines ornées.